# Abba (otac)
Abba je aramejska riječ koja znači "otac". Isus je njome nazivao Boga. Pojavljuje se više puta u Novom zavjetu. U kršćanstvu se koristi kao religijska titula. U istočnoj varijanti glasi ava, u zapadnoj opat.

## Isusova upotreba izraza
Isus je Boga nazivao Abba. Isus je pod riječju otac po pravilu mislio na nebeskog Oca, odnosno na Boga. On je čak izričito savjetovao svojim učenicima da taj izraz ne upotrebljavaju ni za koga od ljudi.
| „ | I ocem ne zovite nikoga na zemlji; jer je u vas jedan Otac koji je na nebesima | ” |
|   |                                                                                |   |

Isus svojim učenicima preporučuje da budu "sinovi Oca svojega koji je na nebesima" postavši "savršeni poput svog nebeskog Oca" koji voli sve podjednako, i dobre i zle, i pravedne i nepravedne.

## Vanjske poveznice

### Sestrinski projekti
|  | Zajednički poslužitelj ima još gradiva o temi opati |

### Mrežna mjesta
- LZMK / Hrvatska enciklopedija: opat